# Umbrtka
Umbrtka – side-project czeskiego wykonawcy Morbivoda (inne jego projekty to zespoły Trollech, Quercus, War for War i Stíny Plamenů). Zespół w utworach porusza m.in. tematykę problemów pracowniczych, społecznych oraz kwestie związane z industrializacją. W trówczości można znalaźć wiele odnośników do rodzinnego miasta zespołu – Pilzna. Tytułowa Umbrtka to boska personifikacja przemysłowego miasta. Muzycznie twórczość zespołu nawiązuje do black metalu, jednak członkowie grupy określają ten styl jako gray metal. Charakterystyczną cechą zespołu jest krzykliwy wokal (scream), który miesza się z recytacjami oraz klasycznym growlingiem. Na początku działalności, aby uzyskać bardziej surowe brzmienie, zamiast zestawu perkusyjnego zespół korzystał z blaszanych talerzy i kubła na śmieci.

## Obecny skład zespołu
- Morbivod – wokal, gitara, gitara basowa, instrumenty klawiszowe, programowanie perkusji
- Strastinen – wokal, gitara, gitara basowa, perkusja
- Karl – wokal, gitara
- Well – wokal, gitara basowa, fortepian

## Dyskografia
- Zašpinit slunce (2000)
- Dělnický a bezdomovecký šedý metal (2001)
- Kladivo pracuje na 110% (2001)
- Kovostroj plzeňských pánů práce (2001)
- Hymny šedé síly (2002)
- Ozvěny špíny (2002)
- Betonová opona (2002)
- Nad propastí dne (2003)
- Melša - Frank Zappa meets Darkthrone (2003)
- The Hand of Nothingness (2003)
- Paměti špinavé lávky (2005)
- Lití podzimního asfaltu (2005)
- Páně & Uhelná pánev (2008)
- Úplná demontáž lidstva (2009)
- Kovový háj (2010)
- IVO (2010)[4]
- Jaro nevidět (EP, 2011)[5]
- Spočinutí (2011)[6]
- KKW (2012)[7]
- Selement (2012)[8]
- V dešti mech (2014)[9]
- Hlavní stroj (2016)

## Teledyski
- „Smrt v železe”
- „Popelář”[10]
- „Šedesátiny”[11]
- „Teplárenský okruh”